# 津和野エクスプレス
津和野エクスプレス（つわのエクスプレス）は、大阪市・神戸市と浜田市・益田市・津和野町を結ぶ夜行高速バスである。1日1往復運行されている。全便座席指定制であり、あらかじめ乗車券を購入しなければならない。
新型コロナウイルスの影響で2024年3月時点、運休中。

## 歴史
- 1989年3月24日 運行開始[1]。
- 2006年4月28日 神戸三宮経由に変更。
- 2008年7月1日 大阪側の停留所に阪急三番街高速バスターミナルを追加。

## 運行会社
- 阪神バス
  - 尼崎営業所（浜田車庫）が担当。そのため、神戸ナンバーとなっている。
  - 阪神担当便は同社の高速バス統一名称である「サラダエクスプレス」として運行している。
- 石見交通
  - 益田営業所が担当。
  - 多客期の続行便は関連会社のイワミツアーが担当する場合がある。

## 停車停留所
＜停留所 - 停留所＞でくくられた中での相互の乗降はできない。
＜大阪梅田（阪急三番街高速バスターミナル） - 大阪梅田（ハービスOSAKA） - 神戸三宮（三宮バスターミナル）＞ - ＜旭IC - 金城 - 浜田駅 - 三隅（JA前） - 益田駅 - 日原（道の駅） - 津和野駅＞

## 運行回数
- 夜行1往復

## 車両
石見交通、阪神バス共に3列シート・化粧室装備のスーパーハイデッカー車を使用する。
イワミツアーが続行便を運行する場合は、通常の4列シート貸切車を使用。車体に行先及び石見交通からの受託運行である旨を掲示する。

## 車内設備
- 3列シート
- トイレ
- おしぼり
- 毛布
- スリッパ
- お茶